# BipolArt

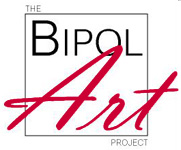
Logo des Projekts BipolArt

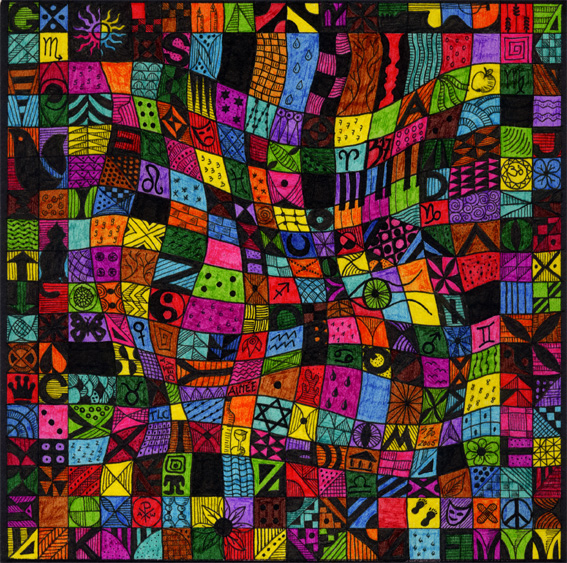
Ruf des Phönix Erster Sog – Bild von Magdalena Maya Ben aus BipolArt

BipolArt war ein Projekt, das durch eine Internetplattform bipolar (manisch-depressiv) erkrankten Menschen ermöglichte, die Werke ihres kreativen Schaffens kostenlos zu präsentieren, Werke der bildenden Kunst (Gemälde, Grafiken, Zeichnungen, Skulpturen etc.), der Literatur (Lyrik, Prosa) und der Musik. Auf der Webseite hatten Menschen, die von dieser Krankheit betroffen sind, die Möglichkeit, ihre Werke (Bilder, Fotos, Texte, Musik oder Kurzfilme) kostenlos hochzuladen und auf diese Weise mit ihrer Kreativität in die Öffentlichkeit zu treten. BipolArt wurde 2011 aus persönlichen Gründen von den Betreibern eingestellt: Dem Ehepaar war augenscheinlich nach der Ausstrahlung der Dokumentation „Immer wieder Achterbahn. Leben zwischen Manie und Depression.“, in denen sie offen über die bipolare Störung der Frau berichtet hatten, zwei ihrer drei Kinder von den Behörden weggenommen worden.

## Hintergrund
Bipolar erkrankten Menschen sagt man eine erhöhte Kreativität nach. So litten und leiden viele Künstler unter einer bipolaren Störung. Es gibt offenbar einen Zusammenhang zwischen der Veranlagung zu extremen Stimmungs-Schwankungen und besonderer Kreativität und künstlerischer Ausdrucksfähigkeit. Beispielsweise sind die Lebens- und Krankheitswege, aber auch die Leistungen von Robert Schumann und Vincent van Gogh von der bipolaren Störung geprägt.

## Intention
Das BipolArt-Projekt hat es sich zur Aufgabe gemacht, dieses ungewöhnlich große Kreativitätspotential bipolar erkrankter Menschen unter dem Motto „Kunst zwischen Schwarz & Weiss“ als einen positiven Aspekt dieser Krankheit herauszustellen. Darüber hinaus möchte das BipolArt-Projekt dazu beitragen, der Entstigmatisierung psychisch kranker Menschen in der Bevölkerung entgegenzutreten und über Kunst, Prosa und Lyrik eine Auseinandersetzung mit der manisch-depressiven Krankheit und den Betroffenen anzuregen.
Mit diesem Projekt soll zum einen die enorme Schaffenskraft bipolar erkrankter Menschen einer breiten Öffentlichkeit dargelegt werden. Es soll gezeigt werden, dass diese Menschen eine Bereicherung für unsere Gesellschaft sind.
Die Initiatoren hierzu: „Vielen ‚normalen‘ Menschen fällt es - oft aus Unwissenheit - schwer, einen Zugang zu psychisch erkrankten Menschen zu finden. Kunst kann ein Weg sein, Licht ins Dunkel zu bringen. Unsere Vision ist es, ein weltweites Netzwerk bipolar erkrankter Künstler zu etablieren, unabhängig davon, ob sie ihre Kunst professionell betreiben oder ‚nur Hobbykünstler‘ sind. Diese geballte kreative Kraft zu bündeln und in die Öffentlichkeit zu transportieren, ist uns ein tiefes Anliegen.“

## Rezeption
Die Webseite BipolArt erhielt 2007 den Zukunftspreis der Deutschen Gesellschaft für Bipolare Störungen (DGBS). Die Schirmherrschaft der Homepage übernahm die in Fachkreisen bekannte amerikanische Psychiatrieprofessorin Kay Redfield Jamison, die selber bipolar erkrankt ist. Die Werke, die die Künstler auf der Homepage präsentieren, dienten teilweise als Illustrationen von Artikeln in Fachzeitschriften. Im Auftrag des Fernsehsenders Arte wurde eine Dokumentation über Menschen mit bipolarer Störung gedreht, in der unter anderem über das Projekt und seine Arbeit berichtet wird. Der Film Immer wieder Achterbahn – Leben zwischen Manie und Depression von Thomas Gill und Birgitta Schülke wurde am 15. Januar 2008 um 21:00 Uhr auf Arte ausgestrahlt.

## Von Künstlern auf BipolArt illustrierte Bücher
- Patrick E. Jamieson, Moira A. Rynn: Mind Race. A Firsthand Account of One Teenager's Experience with Bipolar Disorder. Oxford University Press, New York 2006, ISBN 0-19-530905-7.
- Florian Gottesleben: Schwarze Galle. Depression – Erfahrungsbericht und Leitfaden. Books on Demand, 2006, ISBN 3-8334-6554-9.